# Elizabeth Holden
Pour les articles homonymes, voir Holden.
Elizabeth Rose Rebecca Holden, dite Lizzie Holden née le 12 septembre 1997 à Douglas, est une coureuse cycliste mannoise.
Elle est notamment championne de Grande-Bretagne du contre-la-montre en 2023.

## Biographie

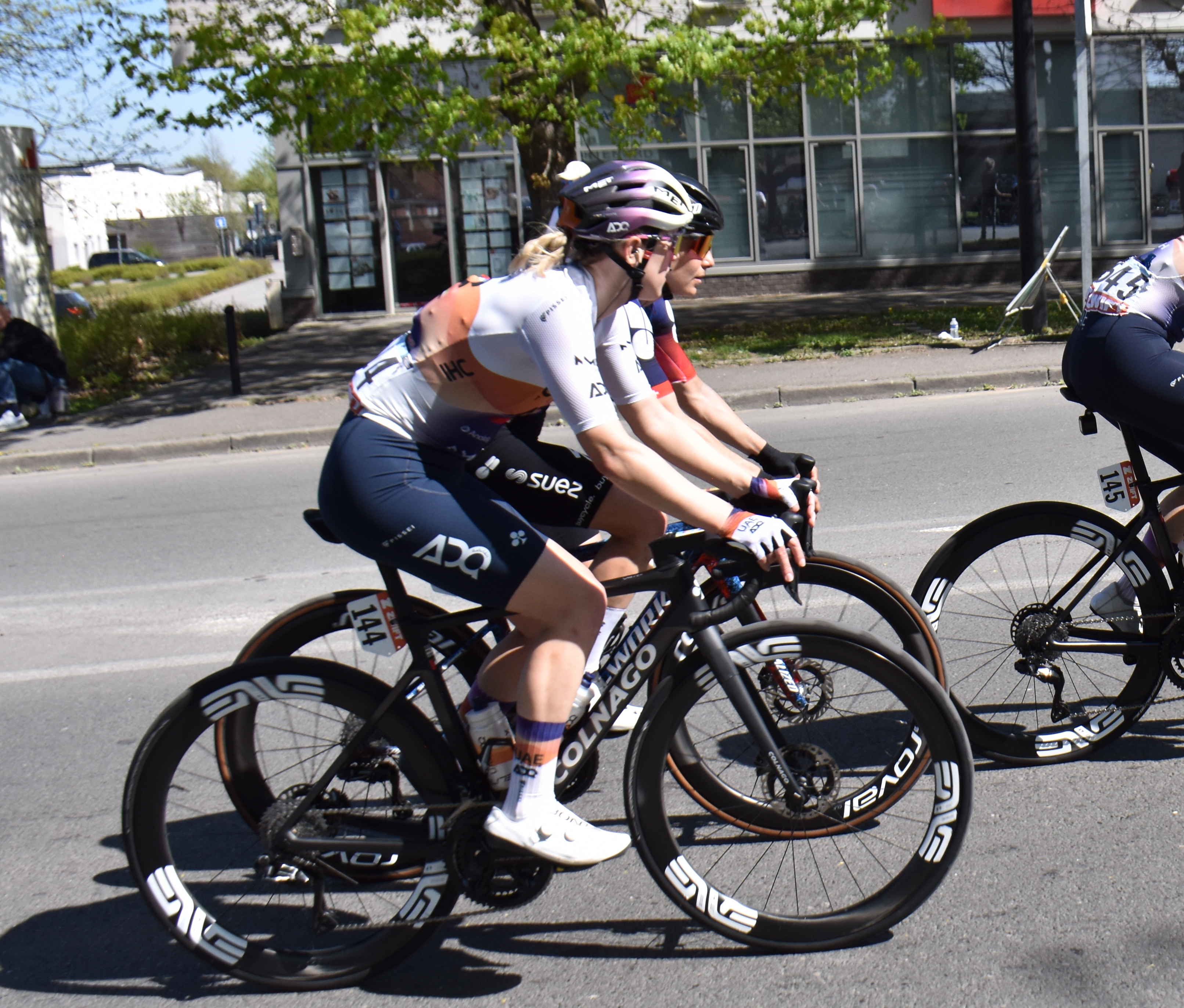
Elizabeth Holden #144 lors de Paris-Roubaix 2025.

De 2017 à 2022, Elizabeth Holden court pour diverses équipes continentales féminines UCI. En 2019, elle décroche ses premiers tops 10 dans des courses internationales et remporte le maillot de la meilleure jeune  du Tour de Toscane. En 2020, elle rate de peu sa première victoire en terminant deuxième de la troisième étape de la Setmana Ciclista Valenciana. Au cours de la saison 2022, elle prend la quatrième place du Tour de Belgique, la septième place du Tour de Thuringe féminin et la neuvième place du Bloeizone Fryslân Tour.
Grâce à ses résultats, elle signe un contrat avec l'équipe World Tour UAE Team ADQ pour la saison 2023. Lors de cette première saison, elle devient championne de Grande-Bretagne du contre-la-montre.

## Palmarès sur route

### Palmarès par année
- 2014
  - 2e du championnat de Grande-Bretagne sur route juniors
- 2015
  - 3e de la Curlew Cup
- 2019
  - 2e du championnat de Grande-Bretagne du contre-la-montre
  - 3e du championnat de Grande-Bretagne sur route
  - 6e du championnat d'Europe du contre-la-montre espoirs
- 2022
  - 3e du championnat de Grande-Bretagne du contre-la-montre
- 2023
  -  Championne de Grande-Bretagne du contre-la-montre

### Résultats dans les grands tours

#### Tour d'Italie
3 participations
- 2020 : non partante (9e étape)
- 2021 : non partante (2e étape)
- 2024 : 78e

#### Tour de France
3 participations
- 2022 : 36e
- 2023 : 59e
- 2024 : 73e

#### Tour d'Espagne
1 participation :
- 2025 : abandon (5e étape)

### Classements mondiaux
| Année                                 | 2017 | 2018 | 2019 | 2020 | 2021 | 2022 | 2023 | 2024 |
| ------------------------------------- | ---- | ---- | ---- | ---- | ---- | ---- | ---- | ---- |
| Classement UCI                        | 456e | 692e | 289e | 461e | nc   | 101e | 235e | nc   |
| UCI World Tour                        | 161e | 235e | 242e | nc   | nc   | 127e | 164e | 267e |
|                                       |      |      |      |      |      |      |      |      |
| Légende : nc = non classéSource : UCI |      |      |      |      |      |      |      |      |